# East Firsby
East Firsby – przysiółek w Anglii, w Lincolnshire, w dystrykcie West Lindsey, w civil parish West Firsby. Leży 57,6 km od Lincoln i 206,5 km od Londynu.
W 1931 roku civil parish liczyła 29 mieszkańców.